# Мост Катосаванка
Мост Катосаванка — несохранившийся каменный арочный мост через реку Гочазсу в 2 км к северо-западу от села Катоз в Лачинском районе Азербайджана.

## История
Мост был построен в X—XI веках. Он был однопролётным арочным из гладкого тёсаного камня, на известковом растворе. До настоящего времени сохранилась левобережная опора.